# 衣笠梨代
衣笠 梨代（きぬがさ りよ、1988年3月7日 - ）は、テレビ新広島（TSS）アナウンサー。兵庫県姫路市出身。

## 経歴
兵庫県立姫路東高等学校、神戸大学発達科学部を卒業後、2012年にテレビ新広島へ入社。
中学から高校時代まで陸上部（ベリーショートヘア）、大学時代は演劇部に所属。大学院在学中にはフェリックスプロモーションにタレントとして所属し、朝日放送の『おはようコールABC』のリポーターを務めた他、ニプロのCM「『新・想いは一緒』篇」に看護師役で出演した。
大学では教員を志した。学部生の時から親子リズム遊びの活動にスタッフとして参加していたことから子育て支援に強く興味を持つようになり、研究を深めたいと考え大学院に進学。一方で、大学在学中の演劇部の活動での経験や、姉が大阪のテレビ局に勤務していたことから次第にテレビの世界に惹かれていった。また、広島は、両親が大学時代を過ごした所縁のある土地である。
テレビ新広島へは報道記者として入社し、広島県警察を担当していた。2013年2月1日からアナウンス部へ異動。
2012年第32回、2013年第33回、ひろしま国際平和マラソンに出場。
2013年11月11日放送のテレビドラマ月9『海の上の診療所』第5話に、東京のテレビ局から取材に来たアナウンサー役として出演。
2013年11月17日にNTTクレドホールで開催された“原宿カルチャー”の祭典「HARAJUKU KAWAii 2013 in HIROSHIMA」で人生初ランウェイ。
2015年10月から『tss みんなのテレビ』MCを務めた。
2015年、西山穂乃加TSSアナウンサーと漫才コンビ「TSS GALS」を組み初漫才を披露。以後も何度か西山アナとTSS GALSとして漫才を披露している。
2017年4月8日、マツダスタジアムで広島東洋カープ対東京ヤクルトスワローズ戦の始球式を務めた。衣笠アナ自身が自前でこの日のために作って用意した、鉄人・衣笠祥雄を彷彿させる「背番号3」のオールドユニホームを着用し、グローブは黒田博樹モデルを使用し山内泰幸直伝のUFO投法で臨んだ。
2018年3月、TSS入社以来長らくロングヘアだった髪型を30歳を機にベリーショートヘアに。30cm以上カットした髪をヘアドネーションに寄付。
2018年4月から『tss みんなのテレビ』の後続番組『TSSプライムニュース』MCを務める。
二級知的財産管理技能士（管理業務）の資格を所有している。
2023年1月30日、『TSSライク!』放送内において自身の結婚を発表した。9月29日、『TSSライク!』を卒業。
2025年4月17日、産休・育休を経て、テレビ生放送に復帰した。

## 現在の出演番組
- FNN TSS Live News days

## 過去の出演番組
- 知りため!プラス（2013年4月13日 - 2015年3月21日） - MC
- ドラマ『海の上の診療所』 第5話（2013年11月11日、フジテレビ） - アナウンサー役
- ひろしま満点ママ!!「グルメっていいね！いいね！」（2013年6月）
- わがまま!気まま!旅気分（BSフジ・テレビ新広島） - 案内役
  - 潮風まったり!旬の瀬戸内ツアー!!（2013年11月23日） 旅人：的場浩司
  - レトロ街であったか探し！冬の女子会ツアー!（2014年2月22日） 旅人：谷澤恵里香、唯月ふうか
  - 魅力満載!!山陰ドライブプラン～（2014年11月22日） 旅人：安田美沙子
- ご当地マル金バラエティ 発見!ジモトノミクス（2013年12月8日：TSS / 2013年12月7日：関西テレビ、高知さんさんテレビ、テレビ愛媛、岡山放送） - MCアシスタント（MC：ますだおかだ岡田圭右）
- Japan in Motion （TSSテレビ新広島制作、TSSテレビ新広島、TNCテレビ西日本、UHB北海道文化放送、SUTテレビ静岡、KSS高知さんさんテレビ、2014年10月 - 2017年7月） ナレーション
- 石神秀幸の広島ラーメン道スペシャル〜これがラーメン王の推し麺だ!～（2014年12月27日）
- 慎吾ちゃんの旅しるべ4〜今年こそ日本一！カープファンのみんないい夢みろよ!〜（2017年3月18日） - ナレーション
- 全力応援 スポーツLOVERS （2015年3月28日 - 2015年9月26日） MC
- FNS27時間テレビ『林修先生からの挑戦!ネプリーグ真夏の女子アナセンター試験』（2016年7月24日、フジテレビ）
- FNNスピーク（2016年8月22日 - 26日、フジテレビ発全国ニュース・関東ローカル） - MC（フジテレビ斉藤舞子アナの夏季休暇に伴う代役）
- FNN選挙特番 ニッポンの決断!2017（2017年10月22日） 広島ローカルパートMC
- スポラバSP ハワイ優勝旅行 楽しんだ王決定戦＆菊さんぽ（2018年1月2日、TSSテレビ新広島） ナレーション
- 全力応援 カープ日南キャンプWeek（2018年2月） レポーター
- みんなのテレビ (テレビ新広島)（ - 2018年3月30日）平日 16:48 - 19:00 MC
2015年9月までは木・金サブキャスター
2015年10月からMC
- TSSスピークFNN
- TSSプライムニュース デイズ（ - 2019年3月）
- TSSプライムニュース ナイト（ - 2019年3月）
- 情熱企業 〜知恵の創造者たち〜（2018年1月14日 - 2023年 毎週日曜あさ6:45-7:00）再放送：日曜26:30 - 26:45
  - 2018年1月14日 - 2023年　MC
  - 2019年3月3日 ナレーションのみ
- 伊澤利光の激アツ!ゴルフ塾（2018年4月21日 - 2019年3月30日） ナレーション　毎週土曜あさ5:30-6:00
- 海と大地のひろしま食堂（2018年4月27日 - ）ナレーション　毎週金曜22:52 - 22:55
- ドラマ『黄昏流星群』第1話・最終回（2018年10月11日・12月13日、フジテレビ）ニュースキャスター 役
- おやじ、サシでどう?（2018年12月19・20・21日） MC（店員）
  - サシ飲み（2019年5月18日・25日） MC（店員）
  - サシ飲み大晦日〜エルドレッド親子も初めてのありがとうSP（2019年12月31日）MC（店員）
- 国分太一のおさんぽジャパン（2018年12月19・20・21日）広島県のご当地ガイド
  - 呉市 港町珈琲店 潜水艦くろしお特製カレー
  - 熊野町 筆の里工房
  - 竹原市 竹の駅
- まさかと言わないために〜ビッグデータで読み解く広島豪雨災害〜（2019年5月25日）ナレーション
- Live選挙サンデー 参議院選挙（2019年7月21日）広島ローカルパートMC
- ＃映え女子＠クリスマスイヴ〜かわいいことつながりたい〜（2019年12月24日）ナレーション
- 被爆75年 TSS報道特別番組「誰がための放影研」（2020年8月6日）ナレーション
- TSSプライムニュース（2018年4月2日 - ） MC
  - コーナー「くわっち＆おきぬのシネマカフェ」（2020年12月・2021年2月）八丁座の支配人と映画トーク
- Japan in Motion（2019年4月18日 - ）ナレーション
- TSS ライク!（2021年2月 - 2023年9月29日）MC
  - コーナー「シネマカフェ」不定期
- TSSライク!参議院広島選挙区再選挙 報道特番（2021年4月25日）司会
- Live選挙サンデー TSS参院選特番（2022年7月10日）司会

学生時代
- おはようコールABC（2011年4月7日 - 2012年3月30日[9]、ABC朝日放送） - リポーター

## 連載
コラム
- デイリースポーツ広島版（ - 2019年2月19日）